# Powiat Kamikawa (Tokachi)
Powiat Kamikawa (jap. 上川郡 Kamikawa-gun) – powiat w Japonii, w prefekturze Hokkaido, w podprefekturze Tokachi. W 2024 roku liczył 14 087 mieszkańców.

## Miejscowości
- Shimizu
- Shintoku